# Hate (kort verhaal)
Hate is een kort sciencefictionverhaal van Arthur C. Clarke dat voor het eerst werd gepubliceerd in 1961 en daarna werd gepubliceerd in meerdere collecties van Clarke's werken, waaronder The Collected Stories of Arthur C. Clarke. Het verhaal ontstond toen de filmproducent William MacQuitty Clarke vroeg om een script te schrijven onder de noemer The Sea and the Stars. Dit project kwam tot niets dus werkte Clarke het om tot een kort verhaal. If magazine gaf het de titel "At the End of Orbit" in hun publicatie maar Clarke prefereerde zijn originele titel omdat het "more punch" had en onder die titel werd het verhaal sindsdien gepubliceerd.

## Samenvatting
Het verhaal speelt zich af in een ongespecificeerd jaar, maar waarschijnlijk een paar jaar na 1956 en draait om Szabo Tibor, een Hongaarse vluchteling die als parelvisser werkt op een boot bij Queensland, tussen het Great Barrier Reef en Thursday Island.
Wanneer een uit de koers geraakte Sovjet-Russisch ruimtecapsule in de zee neerstort is Tibor de eerste die hem bereikt. Hij maakt contact met de nog levende kosmonaut die hem kan horen, maar alleen kan antwoorden door te kloppen op de romp. Tibor, die ontsnapte uit Hongarije tijdens de Hongaarse Opstand van 1956 en wiens broer werd gedood door de binnenvallende Sovjets, neemt wraak door de reddingspogingen te vertragen totdat de lucht in de capsule verbruikt is en de kosmonaut sterft.
Wanneer men de capsule aan land krijgt en de deur heeft geopend vinden ze de dode kosmonaut, een mooie jonge vrouw die Tibor's woorden heeft opgenomen op een bandrecorder. Hierdoor wordt hij aangemerkt als moordenaar.